# Самоправедність
Самоправедність, яку також називають фарисейством і святенництвом — це почуття або демонстрація (зазвичай самовдоволена) моральної вищості, що випливає з відчуття, що чиїсь переконання, дії або приналежності є більш чеснотними, ніж у середньостатистичної людини. Самовпевнені люди часто нетерпимі до думок і поведінки інших.